# Ochthebius borealis
Ochthebius borealis är en skalbaggsart som beskrevs av Perkins 1980. Ochthebius borealis ingår i släktet Ochthebius och familjen vattenbrynsbaggar. Inga underarter finns listade i Catalogue of Life.